# Hans Cloos
Hans Cloos (Magdeburgo, 8 de novembro de 1885 – Bonn, 26 de setembro de 1951) foi um geólogo estrutural alemão.

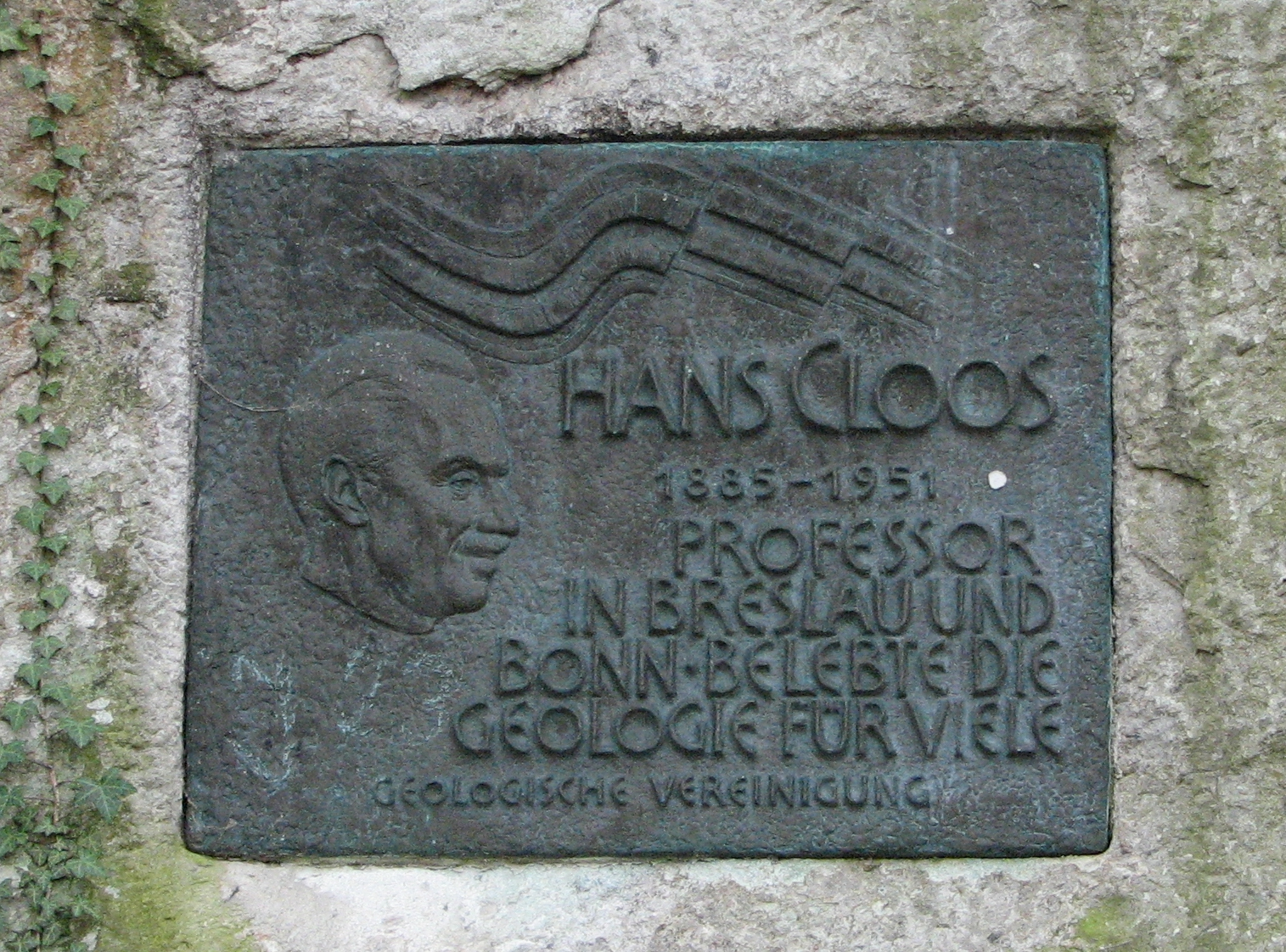
Lápide tumular de Cloos

Hans Cloos obteve um  doutorado na Universidade de Friburgo (Alemanha) em 1910, trabalhando depois na Indonésia e Namíbia até o início da Primeira Guerra Mundial. Durante a guerra seus conhecimentos foram aplicados na Frente Ocidental.
Depois da guerra começou um estudo de plútons e sua estrutura interior. Em 1919 tornou-se professor de geologia da Universidade de Wrocław. Seu irmão mais novo, Ernst Cloos, nascido em 1898, estudou geologia na Universidade de Wrocław sendo seu aluno, tornando-se depois um proeminente geólogo e professor da Universidade Johns Hopkins.
Em 1926 Cloos saiu de Wrocław tendo sido nomeado professor de geologia da Universidade de Bonn. Realizou expedições para explorar a Escandinávia, Inglaterra e América do Norte.

## Publicações
Lista de publicações:
- 1910 Tafel- und Kettenland im Basler Jura.(N.Jb.f.Min.B.Bd.30, Stuttgart 1910)
- 1911 Geologie des Erongo im Hererolande.(Vorl.Mitt.Beitr.z.geol.Erf.d.Dt.Schutzgeb.,H.3,Berlin 1911)
- 1911 Geol. Beobachtungen in Südafrika: I.Wind und Wüste im Deutschen Namalande. (N.Jb.f.Min.usw., B. Bd.32, Stuttgart 1911)
- 1912 Bilder aus Deutsch-Südwest-Afrika.(Köln.Ztg.Nr,183,193,224,Köln 1912)
- 1913 Durchschmelzung an südafrikanischen Graniten.(Z.Deutsch.Geol.Ges.65,Monatsber.Nr.8/10,Berlin 1913)
- 1914 Kreuzschichtung als Leitmittel in überfalteten Gebirgen.(Z.f.prakt.Geol., Jahrg.1914, Berlin 1914)
- 1915 Eine neue Störungsform. (Geol.Rundsch. 6, Berlin 1915)
- 1915 Geol. Beobachtungen in Südafrika. III: Die vorkabonischen Glazialbildungen des Kaplandes. (Geol.Rundsch.6, Berlin 1915)
- 1916 Zur Entstehung schmaler Störungszonen.(Geol.Rundsch.7, Berlin 1916)
- 1916 Tektonische Probleme am Nordrand des Harzes.(Geol. Rundsch.7, Berlin 1916)
- 1916 Doggerammoniten aus Molukken.(Verl.Schweizerbart, Stuttgart 1916)
- 1918 Über die Raumbildung plutonischer Massen. (Z.Deutsch.Geol.Ges. 70, Berlin 1919)
- 1918 Zur Wünschelrutenfrage.(Z.f.Min.usw., Jahrg. 1918, Stuttgart 1918)
- 1918 Geol. Beobachtungen in Südafrika. IV. Granite des Tafellandes und ihre Raumbildung.(N.Jb.f.Min.B.Bd.42, Stuttgart 1918)
- 1919 Der Erongo - (Beiträge zur geol.Erf.d.Deutsch.Schutzgeb., H.17, Berlin 1919)
- 1920 Geologie der Schollen in schlesischen Tiefengesteinen. (Abh.Pr.Geol.L.A., N.F., H.81, Berlin 1920)
- 1921 Der Mechanismus tiefvulkanischer Vorgänge. (Samml.Vieweg, Braunschweig 1921)
- 1921 Granit und Gebirgsbildung in Deutschland. („Kölnische Zeitung“ vom 8. September 1921)
- 1921 Bau und Bodenschätze Osteuropas. (H.Cloos und E.Meister, Verl.B.G.Teubner, Leipzig 1921)
- 1921 Der Mechanismus tiefvulkanischer Vorgänge. (Die Umschau, Nr. 27, Frankfurt 1921)
- 1922 Tektonik und Magma - Untersuchungen zur Geologie der Tiefe. (Abh.Pr.Geol.L.A.,N.F., H.89, Berlin 1922)
- 1922 Der Gebirgsbau Schlesiens und die Stellung seiner Bodenschätze. (Verl. Borntraeger, Berlin 1922)
- 1923 Das Batholithenproblem. (Fortschr. d.Geol.u.Pal.H.1, Berlin 1923)
- 1923 Was liegt unter dem Granit? (Die Naturwissenschaften, Berlin 1923)
- 1923 Kurze Beiträge zur Tektonik des Magmas. (Geol.Rundsch.14, Berlin 1923)
- 1924 Granitgeologie und Lagerstätten. (Z.Stahl u. Eisen, 1924, Nr.4, Düsseldorf 1924)
- 1924 Bau und Oberflächengestaltung des Riesengebirges in Schlesien. (Geol.Rundsch.15, Berlin 1924)
- 1925 Einführung in die tektonische Behandlung magmatischer Erscheinungen (Granittektonik) - Das Riesengebirge in Schlesien. (Verlag Borntraeger, Berlin 1925)
- 1926 Zur Kritik der Granittektonik. (Z.f.Min.usw., Jahrg.1926, Abt. B, Stuttgart 1926)
- 1927 Zur Frage des Deckenbaues in Schlesien und im Fichtelgebirge. (Geol. Rundsch.18, Berlin 1927)
- 1927 Zur Tektonik alpiner Granitplutone. (Geol.Rundsch.18, Berlin 1927)
- 1927 Die Plutone des Passauer Waldes. (Monogr.z.Geol.u.Pal.,Serie II, H.3, Berlin 1927)
- 1927 Die Quellkuppe des Drachenfels am Rhein. Ihre Tektonik und Bildungsweise. (Hans & E.Cloos, Z.f.Vulkan. 11, Berlin 1927)
- 1927 Das Strömungsbild der Wolkenburg im Siebengebirge. (Hans & E.Cloos, Z.f.Vulkan. 11, Berlin 1927)
- 1928 Zur Terminologie der Plutone. (Fennia 50, Nr.2, Helsingfors 1928)
- 1928 Über antithetische Bewegungen. (Geol. Rundsch. 19, Berlin 1928)
- 1928 Experimente zur inneren Tektonik. (Z.f.Min.usw.,Jahrg.1928.Abt. B, Stuttgart 1928)
- 1928 Bau und Bewegung der Gebirge in Nordamerika, Skandinavien und Mitteleuropa. (Fortschr. Geol.u.Pal. 7, H.21, Berlin 1928)
- 1928 Structure of the Sierra Nevada Intrusive in a Cross-section from Yosemite Valley to Mono Lake California. (Bull.Geol.Soc.America 37, New York 1928)
- 1929 Zur Mechanik der Randzone von Gletschern, Schollen und Plutonen. (Geol. Rundsch.20, Berlin 1929)
- 1929 Künstliche Gebirge. (Natur u.Museum,Senckenbg.Naturf.Ges., H.5, Frankfurt 1929)
- 1929 Die jungen Plateaugranite in Südwestafrika. (C.f.Min., Jahrg.1929, Abt. A, Stuttgart 1929)
- 1929 Untersuchungen über Gebirgsbildung. (Forschung u. Fortschritte, Berlin 1929)
- 1930 Tektonische Experimente und die Entstehung von Bruchlinien. („Rift Valleys“). (Compte Rendu 2, XV.Intern.Geol.Congr.South Africa, Pretoria 1930)
- 1930 Alter und Verband der jungen Granite in Südwest-Afrika. (Vortrag XV. Intern. Geol. Congr. South Africa, Pretoria 1930)
- 1930 Aufgaben und Methoden heutiger Geologie. (Bonner Mitt., Bonn 1930)
- 1930 Geology Today. (Pomona Coll.Mag.19, Claremont, Calif. 1930)
- 1930 Künstliche Gebirge II. (Natur u. Museum, Senckenbg.Naturf.Ges.H.6, Frankfurt 1930)
- 1930 Zur experimentellen Tektonik. Vergleichende Analyse dreier Verschiebungen. (Geol.Rundsch.21, Sitz Berlin 1930)
- 1930 Zur experimentellen Tektonik I. Methodik und Beispiele. (Naturwissenschaften 18, Berlin 1930)
- 1931 Zur experimentellen Tektonik II. Brüche und Falten (Naturwissenschaften 19, Berlin 1931)
- 1931 Fließen und Brechen in der Erdkruste und im geologischen Experiment. (Plast.Mass.in Wissensch.u.Techn. H.1, Troisdorf 1931)
- 1931 Der Brandberg. (Hans Cloos & K.Chudoba, N.Jb.f.Min.,B.Bd.66, Abt.B, Stuttgart 1931)
- 1931 Alfred Wegener. („Kölnische Zeitung“ vom 21. Mai 1931)
- 1931 Einige Versuche zur Granittektonik. (N.Jb.f.Min.,B.Bd.64,Abt.A, Stuttgart 1931)
- 1932 Der Gang einer Falte. Einige Beobachtungen über Klüftung und Schieferung im Zusammenhang mit Faltung. (H.Cloos & H.Martin, Fortschr. d. Geol.u.Pal.Bd.11, H.33, Berlin 1932)
- 1932 Zur Mechanik großer Brüche und Gräben. (C.f.Min.,Jahrg.1932, Stuttgart 1932)
- 1933 Über Biegungsbrüche und selektive Zerlegung. (Vortrag Frankfurt a.M., Geol.Rundsch.24, Berlin 1933)
- 1933 Wie sag ich´s meinen Fachgenossen? (Geol. Rundsch. 24, Berlin 1933)
- 1933 Vom XVI. Internationalen Geologenkongreß. (Geol. Rundsch. 24, Berlin 1933)
- 1933 Über Bau und Bewegung in Nordamerika. Ein Nachtrag. (Geol.Rundsch. 24, Berlin 1933)
- 1933 Zur tektonischen Stellung des Saargebietes. (Z.Deutsch.Geol.Ges. 85, Berlin 1933)
- 1934 Zur Mechanik der nordamerikanischen Uplifts. (Geol. Rundsch. 25, Berlin 1934)
- 1934 Eine gerichtete Kontaktbreccie am Basaltstock der kleinen Schneegrube im Riesengebirge. (H.Cloos & H.Korn, Geol.Rundsch.25, Berlin 1934)
- 1934 Zur Geologie des Rheinlandes. (Jahresber.Deutsch.Forstverein 1934)
- 1935 Die Kartierung des Grundgebirges in Südwestafrika. Mit Beobachtungen zur Tiefentektonik von Faltengebirgen. (Geol.Rundsch.26, Stuttgart 1935)
- 1935 Geologische Gemeinschaftsarbeit. Einige Eindrücke und Erfahrungen. (Geol. Rundsch.26, 1935)
- 1935 Plutone und ihre Stellung im Rahmen der Krustenbewegungen. (Report of XVI. Intern.geol.Congr. 1, Washington 1933)
- 1936 Einführung in die Geologie - Ein Lehrbuch der Inneren Dynamik (Gebr. Borntraeger 1936)
- 1936 Zur Gegenwartsbedeutung der Geologie. (Geol. Rundsch. 27, Stuttgart 1936)
- 1936 Ein geologiegeschichtlicher Ausflug. (Geol. Rundsch. 27, Stuttgart 1936)
- 1936 Erde und Mensch. (Natur und Volk, Frankfurt 1936)
- 1937 Südwestafrika. Reiseeindrücke 1936. (Geol. Rundsch. 28, Stuttgart 1937)
- 1937 Geologische Experimente über Erdkrustenbewegungen und Gebirgsbildungen. (Reichsstelle f. Unterrichtsfilm, zum Hochschulfilm Nr. C 162, Berlin 1937)
- 1937 Zur Großtektonik Hochafrikas und seiner Umgebung. Eine Fragestellung. (Geol. Rundsch. 28, Stuttgart 1937)
- 1937 Fortschritt in der Kartierung von Transvaal. (Geol. Rundsch. 28, Stuttgart 1937)
- 1938 Plutonismus. (Geol. Jahresber.1, Berlin 1938)
- 1938 Geologie auf Briefmarken. (geol.Rundsch.29, Stuttgart 1938)
- 1938 Primäre Richtungen in Sedimenten der rheinischen Geosynkline. (Geol. Rundsch. 29, Stuttgart 1938)
- 1938 Geologisch Zeichnen! (Geol.Rundsch. 29, Stuttgart 1938)
- 1939 Zur Einteilung und Benennung der Plutone. (H.Cloos & A.Rittmann, Geol. Rundsch. 30, Stuttgart 1939)
- 1939 Zur Morphologie, Systematik und Entwicklungsgeschichte der Vereinskurve. (Geol. Rundsch. 30, Stuttgart 1939)
- 1939 Zur Tektonik der Ostküste von Grönland. (Mitt.Naturf.Ges.Schaffh.16, Schaffhausen 1939)
- 1939 Hebung - Spaltung - Vulkanismus. (Geol. Rundsch. 30, Stuttgart 1939)
- 1939 Zur Methodik der transatlantischen Rekonstruktionen. (Geol.Rundsch.30, Stuttgart 1939)
- 1939 Zur Tektonik der Azoren. (Abh.preuß.Akad.Wiss., Phys.-math. Kl. 1940 Nr. 5, Berlin 1939)
- 1940 Der Stein der Weisen. (Geol.Rundsch. 31, Stuttgart 1940)
- 1940 Berge wachsen sehen. (Geol. Rundsch. 31, Stuttgart 1940)
- 1940 Ein Blockbild von Deutschland. Erläuterung zu einer Tafel. (Geol. Rundsch. 31, Stuttgart 1940)
- 1940 Alte Steinbrüche. (Geol. Rundsch. 31, Stuttgart 1940)
- 1940 Kleine Erinnerungen an Waldemar C. Brögger. (Geol. Rundsch. 31, Stuttgart 1940)
- 1940 Kampf um die Fläche. (Geol. Rundsch. 31, Stuttgart 1940)
- 1940 Gruß an Finnlands Staatsuniversität. Aus Anlaß ihres 300jährigen Bestehens. (Geol.Rundsch. 31, Stuttgart 1940)
- 1940 Über Achsenrampen. (Geol. Rundsch. 31, Stuttgart 1940)
- 1940 Die Maare der Eifel. (Rhein.Heimatpflege 12, Düsseldorf 1940)
- 1941 Geologie und Geopraxis. (Geol. Rundsch. 32, Stuttgart 1941)
- 1941 Axiale Unruhe und Erzgänge im Faltengebirge - Eine Bemerkung zu der Doktorarbeit von Jakob Andres. (Geologische Rundschau 32, Stuttgart 1941)
- 1941 Geologie auf Briefmarken II. (Geol. Rundsch. 32, Stuttgart 1941)
- 1941 Erdkern und Erdkreis. (Geol.Rundsch.32, Stuttgart 1941)
- 1941 Der Geologische Lehrstuhl der Universität Neuenburg in der Schweiz. (Geol. Rundsch. 32, Stuttgart 1941)
- 1941 Bau und Tätigkeit von Tuffschloten. (Geol. Rundsch. 32, Stuttgart 1941)
- 1941 Plutonismus. (Geol. Jahresber. 3A, Berlin 1941)
- 1941 Außeralpidische Tektonik. (Geol. Jahresber.3A, Berlin 1941)
- 1942 Kampf um Nordafrika. (geol.Rundsch. 33, Stuttgart 1942)
- 1942 Wie entsteht ein Rundschauheft. (Geol. Rundsch. 33, Stuttgart 1942)
- 1942 Tektonische Bemerkungen über den Boden des Golfes von Aden. (Geol. Rundsch.33, Stuttgart 1942)
- 1943 Warum Geologie. (H.Cloos, S.v.Bubnoff, G.Wagner, Aus Beitr. z. Geol. von Thüringen 7, Jena 1943)
- 1944 Geologie. (Sammlung Göschen Band 13, Berlin 1944)
- 1944 Der schwerste Stein und der härteste Kristall. (Rhein.-Westf. Zeit. v. 26. März 1944)
- 1944 Goldland Ophir. (Rhein.-Westf. Zeit. v. 7. Mai 1944)
- 1947 Der Basaltstock des Weilberges im Siebengebirge. Worte zu einer Bildtafel. (Geol. Rundsch. 35, Stuttgart 1947)
- 1947 Grundschollen und Erdnähte. Entwurf eines konservativen Erdbildes. (Geol. Rundsch.35, Stuttgart 1947)
- 1947 Gespräch mit der Erde. (Verl.R.Piper&Sohn, 1.Aufl., München 1947)
- 1948 Ground Blocks of the Continents and Ocean Bottoms. (Nature 161, 1948)
- 1948 Bildung eines Scheitelgrabens im Eise. (Geol.Rundsch.36, Stuttgart 1948)
- 1948 Die Grundschollen der Festländer und Meere. (Mitt.d.Naturf.Ges.Bern, N.F. 6, Bern 1948)
- 1948 Geologorum Conventus XVIII. (Geol.Rundsch. 36, Stuttgart 1948)
- 1948 Gang und Gehwerk einer Falte. (Z.Deutsch.Geol.Ges. 100, Stuttgart 1948)
- 1949 Über das Alter der Brüche im gefalteten Jura des Elsaß und der Schweiz. (Geol. Rundsch. 37, Stuttgart 1949)
- 1949 Gespräch mit der Erde. (Verlag Piper&Sohn, 2. Auflage, München 1949)
- 1950 Die ostafrikanischen Gräben. (Geol.Rundsch. 38, Stuttgart 1950)
- 1950 Der Schwarzwald. (Mitt.Naturf.Ges. Schaffh. 24, Schaffhausen 1950)
- 1951 Gespräch mit der Erde. (Verlag Piper&Sohn, 3. Auflage, München 1951)